# 譚天樂
譚天樂 （英語：Alex Tam，1978年7月24日—），男高音，合唱指揮，及作曲家。現為香港歌劇院合唱總監，艾莉亞音樂學院院長，香港演藝學院合唱指揮，及聲樂導師，香港浸會大學聲樂講師，香港兒童合唱團高A班指揮，香港兒童合唱團作曲家，及香港作曲家及作詞家協會會員。  

## 生平
譚天樂生於香港，畢業於英國皇家音樂學院及香港演藝學院歌劇課程，早年隨蔣慧民先生及畢永琴女士學習繼而在演藝學院隨戴志誠博士及聶明康先生主修聲樂，並有機會與著名藝術家如喬治．田特、聶明康和安薩．法拉利等合作。在倫敦皇家音樂學院深造期間，隨喬伊．馬門和奧德莉．凱蘭學習，並參與丹尼斯．奧尼爾及羅拔．迪亞的大師班。 曾獲英國皇家音樂學院頒發 ARAM 榮銜，以表揚譚氏在音樂領域上的貢獻。2018年獲香港音樂及舞蹈界聯會頒發 「傑出音樂家大獎」。
譚氏曾在世界各地不少音樂會，歌劇和其他製作中擔任要角，當中超過三十個歌劇角色，十九歲即演出普契尼《賈尼·斯基基》中的雷諾喬一角，大獲好評；隨後又演出其他角色，如亞馬維瓦伯爵《塞維利亞的理髮師》、佛蘭多《女人心》、尼莫連奴《愛情靈藥》、東尼奧《軍團的女兒》、 冥王《地獄中的奧爾菲斯》、 莫札特《莫札特與薩埃耶理》、龐大臣《杜蘭朵》、 提寶 《 羅密歐與茱麗葉》、耶尼克《被出賣的新娘》、五郎《蝴蝶夫人》、莫諾斯塔托《魔笛》、拉門達度《卡門》、加斯東《茶花女》、利卡度《父親學堂》、 阿圖羅《拉美默爾的露琪亞》、亞瑟《拉美莫爾的露琪亞》、史波雷塔《托斯卡》、 梅爾康《馬克白》、佩佩《小丑》、唐．巴西利奧及 唐．庫爾喬《費加羅的婚禮》、蘭爾瑪伯爵《唐·卡洛》、 盧斯《遊唱詩人》等。
譚天樂也在不少神劇、彌撒曲和音樂會中擔任獨唱，包括跟海慕特·瑞霖大師合作，巴赫的《B小調彌撒曲》、海頓的《創世記》和莫札特的《C小調彌撒曲》。巴赫的《聖母頌歌》和《聖馬太受難曲》、貝多芬的《莊嚴彌撒曲》、《第九交響樂》、莫札特的《安魂曲》 、安德魯洛伊韋伯的《安魂曲》 、契考特的《安魂曲》、韓德爾的《猶大馬加比亞》和《彌賽亞》、及奧爾夫的《卡圖利之歌》。在2000年的法國五月節，他獲邀請與傑出的法國女高音伊利沙伯，維度攜手合作舉辦演唱會。亦是《光影歌聲》的其中一位獨唱家。他亦為美國作曲家特列迪奇的兩首當代作品作亞洲首演。2002 及 2013年香港藝術節，亦被邀請演出巴哈的《咖啡清唱劇》和歌劇《蕭紅》。

## 其他
在創作方面，中大合唱團及香港兒童合唱團先後出版《譚天樂作品集》及《譚天樂童聲合唱作品集》，收錄了大部份譚氏的合唱作品。2021年，香港兒童合唱團舉辦了一連兩場的「譚天樂合唱作品專場」。
除鑽研聲樂，譚天樂亦習結他及鋼琴，曾獲香港管弦樂團及香港小交響樂團邀請作結他演奏，2001年，意大利男高音巴伐洛提來港，譚天樂更與他同台演出。自2005年至今，多年來參與大量本地流行音樂編曲、作曲、現場演奏及和音工作，當中包括大量管弦樂編曲作品給香港管弦樂團及香港小交響樂團演奏。曾予作曲及演唱會編曲的歌手包括，劉德華，李玟，李克勤，莫文蔚，容祖兒，葉倩文，鄭少秋，汪明荃，張信哲，梁漢文，側田，鄭中基，蘇永康，陳潔儀，鄭希怡，馬浚偉，雨僑，林峰及王祖藍等。 譚天樂亦為香港電台第四台節目《歌劇世界》節目主持。

## 外部連結
- 香港小交响樂團
- 香港電台第四台 （页面存档备份，存于）
- 艾莉亞音樂學院 （页面存档备份，存于）
- 香港歌劇院 （页面存档备份，存于）
- 百度百科
- 文匯報（页面存档备份，存于）
- 香港政府新聞公報（页面存档备份，存于）